# Lâmpedo

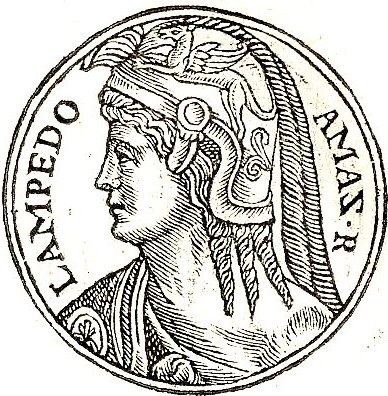
Lampedo de "Promptuarii Iconum Insigniorum"

Lâmpedo é uma rainha amazona mencionada na historiografia romana. Ela governou com a irmã Marpésia. As irmãs denominavam-se a si mesmas filhas de Marte para amedrontar os inimigos e fazê-los acreditar que eram guerreiras terríveis
Seu nome especula-se poder refere-se às tradicionais procissões da Lua Nova em homenagem a Ártemis, deusa da caça..